# Ковач, Барна
Барна Ковач (венг. Kováts Barna; 24 августа 1920, Будапешт — 23 ноября 2005, Зальцбург) — венгерско-австрийский академический гитарист и композитор.
В 1940-е гг. изучал композицию в Будапеште под руководством Ласло Лайта и Эндре Сервански, игре на гитаре обучался преимущественно самоучкой, взяв за образец творчество Андреса Сеговии. С 1946 года солист Национального театра, с 1952 г. вёл класс гитары в Будапештском музыкальном училище. В 1956 г. написал первый венгерский учебник игры на классической гитаре.
После Венгерских событий 1956 года эмигрировал. Некоторое время жил во французском городе Нанси, в 1957—1958 гг. работал в Венесуэле. В 1959 г. обосновался в Вене, интенсивно концертировал в разных странах Европы. Для Ковача написаны, в частности, Концерт для гитары с оркестром Цезара Бресгена и Четыре коротких пьесы Франка Мартена. В 1971 г. после несчастного случая был вынужден закончить выступления, однако вплоть до 1989 г. вёл активную педагогическую деятельность. Составил несколько сборников классических пьес для гитары и переложений для этого инструмента, автор популярных гитарных миниатюр.